# AEK Atena F.C.
AEK FC (grčki: AEK – 'Αθλητική Ένωσις Κωνσταντινουπόλεως – Athlitiki Enosis Konstantinoupoleos), Atletska unija FC Konstantinopola, poznatiji samo kao AEK Atena, grčki je nogometni klub iz Atene.
Klub su 1924. godine osnovali grčki prognanici iz Konstantinopola, koji su se nastanili u Ateni zbog Grčko-turskog rata (1919. – 1922.) Danas je AEK jedan od najuspješnijih grčkih klubova, s 13 osvojenih prvenstava, 16 kupova, jednim Liga kupom i dva Superkupa. Klub je stalni sudionik Lige prvaka i Europske lige. Brojni igrači AEK-a igrali su za grčku reprezentaciju.

## Vanjske poveznice
- Službene stranice